# 阿列克谢·切皮奇卡
阿列克谢·切皮奇卡（捷克語：Alexej Čepička，1910年8月18日—1990年9月30日），捷克斯洛伐克共产党领导人之一，捷克斯洛伐克国防部部长。